# (1394) Algoa
Algoa és l'asteroide número 1.394. Fou descobert per l'astrònom Cyril V. Jackson des de l'observatori de Johannesburg (República de Sud-àfrica), el 12 de juny de 1936. La seva designació provisional era 1936 LK.